# Сильноточный импульсный ионный ускоритель
Сильноточный импульсный ускоритель ионов. Основная задача — формирование и ускорение пучков ионов высокой плотности.

## Область применения
Сильноточные импульсные ускорители находят применение в установках для экспериментальных исследований в области инерциального термоядерного синтеза, для имитации воздействия на аппаратуру электромагнитного и проникающего излучения, возникающего при ядерных взрывах, в некоторых технологических процессах промышленного производства. Генерация мощных импульсов рентгеновского излучения для тестирования стойкости военной техники. Используются для модификации поверхностного слоя покрытия, и распыления материала для дальнейшего его осаждения — создание плёнок и покрытий.

## История развития
Сильноточные импульсные ускорители начали своё интенсивное развитие в начале 70х годов. Сильноточные заряженные пучки стали новым объектом исследования. Ток который переносят эти пучки измеряется не в миллиамперах, а в мегаамперах. Управлять таким пучком с помощью катушек магнитного поля уже невозможно. И приходится использовать его собственные электромагнитные поля. Развитию сильноточной импульсной техники способствовало новое в 70-х годах направление «Управляемый термоядерный синтез». Заряженные пучки предполагалось использовать для передачи высокой энергии и активации термоядерного синтеза. Дальнейшие развитие импульсная техника получила в программе СОИ (Стратегическая оборонная инициатива). Идея использования высокоэнергетических пучков состояла в том, чтобы нанести разрушения и повреждения с помощью источника высокой энергии. В начале 90-х программа потеряла свою актуальность СОИ исследования в этой области стали менее интенсивными, но принесли много результатов.
Физики 70-х, которые занимались проблемой поджига термоядерного взрыва предложили использовать не электронные пучки, а ионные. Так как они менее чувствительны к магнитному полю. При высоких энергиях возникает ограничение на ток диода ускорителя, связанное с сильноточностью. Кроме электрической силы на электроны действует магнитная сила, заворачивающая электроны к оси диода.

## Принцип работы
Принцип работы основан на явлении взрывной эмиссии. Ускоритель работает в двух импульсном режиме. За первый импульс на анод (из полупроводника или другого материала) подается отрицательный импульс тока. Между катодом и анодом образуется электрическое поле высокой плотности. В результате чего сначала происходит автоэлектронная эмиссия электронов, которая переходит во взрывную электронную эмиссию. В результате чего между катодом и анодом (у поверхности анода) образуется плазма. Магнитным полем электроны плазмы экранируются. И за второй положительный импульс высокого напряжения на анод ионы плазмы ускоряются электрическим полем.